# Vørlufjall
Vørlufjall är ett berg på ön Streymoy i Färöarna. Berget har en högsta topp på 633 meter.